# 孙庞斗志演义
《孙庞斗志演义》，又名《孙庞演义》、《前七国孙庞演义》，是明末清初一部章回体小说，凡四卷二十回，一般认定其作者为明末清初时人吴门啸客。

## 内容简介
全书共二十回，约十万字，小说详细叙述孙膑和庞涓的故事。小说起自燕国驸马孙操被秦将白起战败，其子孙膑往汝州投师与庞涓结为兄弟，详细叙述孙膑和庞涓的故事。战国初期，群雄并起，战事频繁。燕国驸马孙操幼子孙膑，天资聪颖，胸怀大志，为报强秦挟制之仇，拜别父母，向云梦山鬼谷先生学艺。途中遇到魏国人庞涓，两人义结金兰，结伴而行，相约有书同读，有艺同学，若有私心，天地鉴察。鬼谷先生见庞涓雕心雁面，形貌奸诈，不想收为弟子。多亏孙膑说情留下。孙膑对庞涓亲如手足，一片赤诚。庞涓却奸诈有私，嫉贤妒能，暗设机关，多次欺骗愚弄孙膑。为趁早打发庞涓离山，鬼谷子将假天书传于龐涓。龐涓將此天書来读后默记心中，然后自行操練，别师下山求官。孙膑則留在山中，继续学艺，经白猿指点，得到鬼谷子的真無字天书。学会了行军布阵、八门遁法、六甲灵文，能呼风唤雨，剪草为马，撒豆成兵，尽学其师艺业。
庞涓下山后，先后在燕、齐碰壁，恰逢齐兵犯魏，魏王招贤，庞涓应招，率兵出阵，擒住了齐将田忌，被拜为大元帅，封武晋君，并招为驸马。一时骄狂之极，藐视列国。庞涓为借助孙膑之力辅佐魏王，派人将孙膑诳骗下山。魏王命孙庞鬥阵，孙膑显示出非凡的韬略和才华，而庞涓技不如人，当场出丑，因此嫉恨孙膑。他设计陷害孙膑，在魏王面前诬告孙膑谋反，定罪斩首。但为了得到天书，又免去死罪，改施刖足之刑。善良的孙膑受尽了屈辱的痛苦，却仍未察觉庞之险恶用心，把他当作知己，忍着剧痛为其赶抄天书。亏得樊厨揭露了庞涓的阴谋，孙膑方知受骗，愤怒地撕毁天书，装疯卖傻，沦为乞丐。
庞涓仍欲加害孙膑，义士朱亥搭救方幸免于难。庞涓忌才残友，自以为天下无敌，更加狂妄。各国慕孙膑之才，纷纷来盗孙膑，均未成功。最后，齐国大夫卜商用茶车将孙膑带到齐国，住在齐王御弟鲁王田忌府中，与之结为知己。孙膑辅佐田忌，为其排忧解难，又收服九曜山草寇，被封为大元帅，南平郡王。齐太师邹忌嫉妒孙膑功高望重，暗中勾结庞涓，里应外合，擒捉孙膑未果。庞涓又用「七简定喉书」魇镇孙膑，危急时刻冯？用奇才破法救了孙膑一命。为报刖足之仇，引诱庞涓出兵，孙膑诈死，让庞涓以为孙膑已不在人世，兴师伐齐。孙膑藏于齐营之中，运筹帷幄，用减灶计和缩地法迷惑庞涓，诱敌深入，将他一步步赚至马陵道上。在此埋下伏兵，万箭齐发，魏国兵将尽被射死。庞涓抬头看见面前一株黄杨树上写着六个大字「庞涓死此树下」。心中害怕，正欲逃跑，但被伏兵生擒活捉，送往魏国，落得个「七国分尸」的可耻下场。孙膑被封为天下总兵军师，挂七国金印。但历尽坎坷的孙膑却写下辞表，挂冠还带，退归山林。